# Pohod na Rim
Pohod na Rim je bila protestna manifestacija, ki jo je organizirala Narodna fašistična stranka (Partito Nazionale Fascista) pod vodstvom Benita Mussolinija dne 28. oktobra 1922.

## Ozadje
Ob koncu prve svetovne vojne je v Evropi vladalo nezadovoljstvo vseh vpletenih strani zaradi splošne ekonomske krize, ki je prepričala ljudstvo, da liberalne vlade ne morejo zagotoviti miru in notranje ureditve države. Proti delnim rešitvam, ki jih je prinesel versajski mir, so nastopili komunisti, fašisti in socialisti. 
Tudi v Italiji je prevladovalo mnenje, da je Italija v vojni več izgubila kot pridobila. Ljudje so bili prepričani, da je za izhod iz krize potreben odločen nastop novih politikov. Bivši bojevniki so zahtevali predvsem pravično porazdelitev razlaščenih veleposestev, kar je prišlo do izraza večinoma na jugu države. Na severu pa so protestirali proti vladi delavci in kmetje, ki so samo v letu 1919 organizirali preko 1800 stavk.  Socialistična stranka je aktivno podpirala ljudske proteste, med katerimi je izstopala ekstremistična veja stranke, ki je propagandirala revolucijo. Strah pred ljudsko vstajo ruskega tipa je narekoval aristokraciji in industrijalcem zbližanje z nacionalistično fašistično stranko.

## Priprave
Medtem ko je socialistična stranka podžigala ljudstvo k revoluciji, vstaji in diktaturi proletariata, je Mussolini izbral parlamentarno pot. Stopil je v stik z najvišjimi predstavniki vlade in jih skušal pridobiti za svoje ideje. Njegov politični namen je bil oslabeti vlado do te mere, da bi njegova stranka bila edina alternativa. Predsednik Giolitti je bil prefinjen politik in je te namere točno uvidel, a je bil prepričan, da bo Mussoliniju kos. Zato je Mussolini organiziral spektakularni nastop svoje stranke. Parada po mestnih ulicah sama po sebi ni bila novost in ne bi motila nikogar, a Mussolinijev sprevod je bil sestavljen iz oboroženih ljudi. Ljudi, ki so samo dva meseca prej vojaško zasedli mesto Ancona, da bi videli, kako bo na to reagirala vlada, kaj bo storil kralj in predvsem če bo nastopila proti njim vojska. Ancona se je predala fašistom, vlada in kralj zadeve nista jemala resno. Niti niso razumeli grožnje, ki jo je Mussolini izrekel na javni manifestaciji v Neaplju samo štiri dni pred pohodom na Rim: "Ali nam poverijo vladni mandat ali gremo v Rim in si ga vzamemo."
Vladni krogi in sam kralj so razumeli nevarnost šele, ko so škvadristi dne 27. zasedli vladne urade v nekaterih mestih (Firence, Cremona, Pisa) in ko je bilo zaplenjenih veliko vlakov za prevoz več tisoč fašistov do Rima. Zaradi zbiranja oboroženih enot črnosrajčnikov na obrobjih Rima je predsednik vlade Luigi Facta razglasil izredno stanje za mesto Rim, ki ga pa
kralj Viktor Emanuel III. ni odobril. Da bi se izognil državljanski vojni, tudi ni dovolil uporabe vojske in je zahteval Factovo odstavko. Ponudil je Mussoliniju predsedstvo v sodelovanju z ministrom Salandro, a on ga je zavrnil rekoč: "Nisem vsega tega storil za Salandrovo korist." Tako je 29. oktobra kralj pooblastil Mussolinija za sestavo nove vlade. 30. oktobra je Mussolini prispel v Rim, kamor je s seboj pripeljal kakšnih 25.000 črnosrajčnikov. Naslednji dan so priredili predvideni sprevod po mestnih ulicah, ki pa ni bil več mišljen kot protestna manifestacija, temveč kot slavnostni pohod, s katerim so proslavili prevzem oblasti.

## Pohod
Mussolinijev razgovor s kraljem je trajal eno uro in ni na razpolago verodostojnih virov o vsebini tega pogovora. Vsekakor je Mussolini še isti dan predložil predlog za sestavo nove vlade, v kateri so bili vključeni samo trije fašisti zmernega krila in več predstavnikov takoimenovanih popolari, to je ljudskih strank. Medtem so se v okolici Rima zbirali pripadniki in simpatizerji fašistične stranke in njih število je naraslo od predvidenih 30 tisoč na preko 70 tisoč udeležencev, katerim so se pridružili še rimski somišljeniki. Prišlo je tudi do incidentov, na primer v okraju San Lorenzo, kjer so delavci streljali na kolono fašistov, ki je korakala proti centru mesta. Naslednjega jutra je odprava 500 fašistov napadla in opustošila ves rajon: med prebivalci je bilo 13 ubitih (vključno z napadalci prejšnjega dne) in preko dvesto ranjenih, saj so jih škvadristi kar metali skozi okna. 
V tem vzdušju, ko pravzaprav fašisti niso povzročili najmanjšega incidenta, a so bili pred mestnimi vrati pripravljeni, da nastopijo s surovim nasiljem, se je 31. oktobra 1922 odvil sprevod po Rimskih ulicah. Črnosrajčniki so več kot šest ur paradirali pred kraljem, nakar je Mussolini ukazal demobilizacijo, tudi preko dnevnika Il Popolo d'Italia.

## Posledice
Poslanska zbornica je 17. novembra 1922 odobrila Mussolinijevo vlado (306 za, 116 proti, 7 vzdržanih) in 29. novembra jo je odobril tudi senat (196 za, 19 proti). Mussolini je prevzel funkcije ministrskega predsednika in ministra za notranje zadeve. Vlada je trajala do julija 1943 skozi pet legislatur, od 24. do 30. legislature, in je bila torej najdaljša v zgodovini Italije, vsega 20 let 8 mesecev 25 dni. Prva leta Mussolinijeve vlade so bila politično neoporečna in so pripomogla k ekonomskemu razvoju države in njenemu priznanju na mednarodnem pozorišču. Leta 1925 je z usmrtitvijo  socialističnega voditelja Matteottija nastopila diktatura s prepovedjo vseh ostalih političnih strank.
Pohod na Rim je imel za posledico nastop dvajsetletne Mussolinijeve vlade. Vendar je pohod sam bil le sredstvo za dostop do oblasti. Da se je pozneje politična ureditev usmerila v diktaturo, ni iskati vzrokov v tem prvotnem izkazovanju moči, temveč v internih in mednarodnih okoliščinah, ki so Evropo pahnile v drugo svetovno vojno.